# Morwen
Morwen est un personnage secondaire appartenant au légendaire de J. R. R. Tolkien. Elle apparaît dans le Silmarillion, Les Enfants de Húrin, le Narn i Hîn Húrin publié dans les Contes et légendes inachevés et dans The Wanderings of Húrin, publié dans The War of the Jewels,. Appartenant à la maison de Bëor, elle est l'épouse de Húrin. Lorsque celui-ci est maudit par Morgoth pour avoir refusé de lui révéler l'emplacement de la cité cachée de Gondolin, après sa capture lors de la bataille des Larmes Innombrables, Morwen reste seule avec ses enfants. Ayant envoyé son fils Túrin à Doriath, elle tente de le rejoindre plusieurs années plus tard. Partant à sa recherche avec sa fille Nienor, elle disparaît dans la brume tandis que sa fille est rendue amnésique par le dragon Glaurung. Elle réapparaîtra plus tard près de la tombe élevée à la mémoire de ses enfants suicidés, où elle sera elle-même inhumée.
L'histoire de la malédiction de Húrin est l'une des premières conçues par Tolkien pour son légendaire, et le personnage de Morwen apparaît à la fin des années 1910. Elle acquiert vite son caractère sombre et fier, qui sera transmis à son fils, et contribue au caractère tragique du récit.

## Caractéristiques
Elle est la fille de Baragund de la Maison de Bëor et la cousine de Rían. Elle épouse Húrin dont elle a trois enfants Túrin, Lalaith et Nienor. En sindarin, langue elfique inventée par Tolkien, son nom peut se traduire par « jeune fille sombre » ('Dark Maiden'), mais elle est parfois appelée également Éclat elfique (Elfsheen) ou Edhelwen ([ɛˈðɛlʲwɛn]) dont la traduction littérale donnerait « jeune fille Elfe ».

« Morwen était noire de cheveux et élancée et tel était l'éclat de ses prunelles et la beauté de son visage, que les hommes l'appelaient Eledhwen, Belle-comme-une-Elfe, mais elle était d'humeur plutôt sombre et fière. Les malheurs de la maison de Bëor attristaient son cœur ; car c'est exilée de Dorthonion qu'elle était venue à Dor-lómin[…], »

## Histoire
Après la Dagor Bragollach en 455 P. A., et la ruine de Ladros en Dorthonion, Emeldir rassembla les femmes et enfants survivants et les emmena ; Morwen et Rían faisaient partie de ceux qui atteignirent Dor-lómin. Il y furent bien reçus et Morwen épousa Húrin seigneur du peuple de Marach. Leur fils Túrin naquit au printemps 464, et leur fille Urwen, surnommée Lalaith, suivit deux ans plus tard. Elle décéda à l'âge de trois ans, d'une peste venue d'Angband ; Morwen « elle prenait son chagrin dans le silence et la froidure de son cœur ».
En 472 Húrin fut convoqué par Fingon pour mener son peuple à la guerre ; pendant les Nírnaeth Arnoediad Húrin fut capturé et Morgoth maudit sa famille. Hithlum fut envahi par les Orientaux, et le peuple de Hador fut asservi et leurs biens volés. La majorité des membres de la maisonnée de Húrin fut capturée par Brodda, mais lui et les autres envahisseurs craignaient Morwen, la considérant comme « une sorcière qui fréquentait les blancs-démons [Elfes] ». Quelques personnes se réfugièrent sous son toit, comme Sador, comptant sur l'appui d'Aerin, parente de Húrin, mariée de force à Brodda. Morwen, qui était enceinte, craignait pour son fils, héritier du seigneur de Dor-lómin, et qu'elle ne pouvait maintenir caché éternellement. Elle résolut d'envoyer Túrin à Doriath, le confiant à Thingol. Túrin y fut envoyé par le chemin secret sur Ered Wethrin, près d'Amon Darthir, guidé par Gethron et Grithnir.
L'année suivante, Morwen mit au monde une fille, qu'elle appela Nienor. Morwen refusa l'offre de Melian de venir en Doriath, trop fière pour vivre sous le toit d'un autre. Pendant sept ans, elle reçut des nouvelles et de l'aide de Doriath. Quand l'aide cessa d'arriver, Morwen vivait avec Nienor dans la pauvreté, sous la domination de Brodda. En 494 elle se résolut à partir pour Doriath, les territoires qui l'en séparaient ayant été libérés de l'ennemi par les actions de Mormegil de Nargothrond.
Morwen et Nienor furent très bien reçues par Melian et Thingol dans le Royaume Caché, mais elles n'y trouvèrent pas Túrin. Peu après elles apprirent qu'il était Mormegil, mais personne n'avait de nouvelles sûres depuis la chute de Nargothrond. Morwen partit alors au loin à la recherche de son fils, accompagnée d'une escorte envoyée par Thingol et placée sous les ordres de Mablung. Nienor les suivit secrètement. Leur compagnie fut prise en embuscade par le dragon Glaurung près d'Amon Ethir, et celui-ci rendit Nienor amnésique. Le brouillard et le souffle du dragon effrayèrent et dispersèrent les chevaux, dispersant l'escorte. Morwen fut aperçue mais « spectre gris sur une cavale déchaînée » ; mais elle disparut dans la brume et aucune nouvelle d'elle ne parvint à Doriath.
Deux ans après la mort tragique de Túrin et Nienor et l'exécution de Glaurung, Morwen réapparaît en Brethil sur le tombeau de Túrin et Nienor à Cabed Naeramarth. Là, elle fut trouvée par Húrin récemment libéré ; « Elle avait les cheveux gris, le nez pointu et les dents brisés [...] ses yeux étaient devenus fous et emplis d'effroi, mais il y brillait toujours un éclat difficile à soutenir : la lumière elfique qui lui avait jadis valu son nom, Edhelwen, la plus fière des mortelles des anciens temps, ». Húrin ne voulait pas révéler la destinée de leurs enfants, et Morwen mourut au coucher du soleil. Elle resta sur la tombe pendant longtemps, n'étant pas découverte par le peuple de Haleth lorsqu'ils s'aventuraient sur le lieu de la mort de Glaurung, mais cette apparente mort par négligence entraîna la colère de Húrin contre le peuple de Brethil, et amena leur destruction dans la guerre civile.
Húrin mena plus tard Manthor et ses hommes jusqu'au corps de Morwen, et « il leur semblait contempler une grande reine ; que ni l'âge, ni la mendicité, ni tout le malheur du monde n'avaient entamé sa dignité, ». Sous le commandement de Húrin, ils l'enterrèrent à l'ouest de Cabed-en-Aras, et gravèrent dessus : Ici repose aussi Morwen Edhelwen. La tombe resta sur l'île de Tol Morwen après la submersion du Beleriand.

## Arbre généalogique
|  |  | Maison de Hador | Maison de Hador | Maison de Hador | Maison de Hador | Maison de Hador | Maison de Hador |  |  | Maison de Haleth | Maison de Haleth | Maison de Haleth | Maison de Haleth | Maison de Haleth | Maison de Haleth |  |  |          |          |          |          | Maison de Bëor | Maison de Bëor | Maison de Bëor | Maison de Bëor | Maison de Bëor | Maison de Bëor |          |          |          |          |      |      |      |      |      |      |      |      |  |  |  |  |  |  |  |  |  |  |  |  |  |  |  |  |  |  |  |  |  |  |  |  |  |  |  |  |
|  |  | Maison de Hador | Maison de Hador | Maison de Hador | Maison de Hador | Maison de Hador | Maison de Hador |  |  | Maison de Haleth | Maison de Haleth | Maison de Haleth | Maison de Haleth | Maison de Haleth | Maison de Haleth |  |  |          |          |          |          | Maison de Bëor | Maison de Bëor | Maison de Bëor | Maison de Bëor | Maison de Bëor | Maison de Bëor |          |          |          |          |      |      |      |      |      |      |      |      |  |  |  |  |  |  |  |  |  |  |  |  |  |  |  |  |  |  |  |  |  |  |  |  |  |  |  |  |
|  |  |                 |                 |                 |                 |                 |                 |  |  |                  |                  |                  |                  |                  |                  |  |  |          |          |          |          |                |                |                |                |                |                |          |          |          |          |      |      |      |      |      |      |      |      |  |  |  |  |  |  |  |  |  |  |  |  |  |  |  |  |  |  |  |  |  |  |  |  |  |  |  |  |
|  |  | Galdor          | Galdor          | Galdor          | Galdor          | Galdor          | Galdor          |  |  | Hareth           | Hareth           | Hareth           | Hareth           | Hareth           | Hareth           |  |  | Baragund | Baragund | Baragund | Baragund | Baragund       | Baragund       |                |                | Belegund       | Belegund       | Belegund | Belegund | Belegund | Belegund |      |      |      |      |      |      |      |      |  |  |  |  |  |  |  |  |  |  |  |  |  |  |  |  |  |  |  |  |  |  |  |  |  |  |  |  |
|  |  | Galdor          | Galdor          | Galdor          | Galdor          | Galdor          | Galdor          |  |  | Hareth           | Hareth           | Hareth           | Hareth           | Hareth           | Hareth           |  |  | Baragund | Baragund | Baragund | Baragund | Baragund       | Baragund       |                |                | Belegund       | Belegund       | Belegund | Belegund | Belegund | Belegund |      |      |      |      |      |      |      |      |  |  |  |  |  |  |  |  |  |  |  |  |  |  |  |  |  |  |  |  |  |  |  |  |  |  |  |  |
|  |  |                 |                 |                 |                 |                 |                 |  |  |                  |                  |                  |                  |                  |                  |  |  |          |          |          |          |                |                |                |                |                |                |          |          |          |          |      |      |      |      |      |      |      |      |  |  |  |  |  |  |  |  |  |  |  |  |  |  |  |  |  |  |  |  |  |  |  |  |  |  |  |  |
|  |  |                 |                 |                 |                 |                 |                 |  |  |                  |                  |                  |                  |                  |                  |  |  |          |          |          |          |                |                |                |                |                |                |          |          |          |          |      |      |      |      |      |      |      |      |  |  |  |  |  |  |  |  |  |  |  |  |  |  |  |  |  |  |  |  |  |  |  |  |  |  |  |  |
|  |  | Húrin           | Húrin           | Húrin           | Húrin           | Húrin           | Húrin           |  |  |                  |                  |                  |                  |                  |                  |  |  | Morwen   | Morwen   | Morwen   | Morwen   | Morwen         | Morwen         |                |                | Rían           | Rían           | Rían     | Rían     | Rían     | Rían     |      |      | Huor | Huor | Huor | Huor | Huor | Huor |  |  |  |  |  |  |  |  |  |  |  |  |  |  |  |  |  |  |  |  |  |  |  |  |  |  |  |  |
|  |  | Húrin           | Húrin           | Húrin           | Húrin           | Húrin           | Húrin           |  |  |                  |                  |                  |                  |                  |                  |  |  | Morwen   | Morwen   | Morwen   | Morwen   | Morwen         | Morwen         |                |                | Rían           | Rían           | Rían     | Rían     | Rían     | Rían     |      |      | Huor | Huor | Huor | Huor | Huor | Huor |  |  |  |  |  |  |  |  |  |  |  |  |  |  |  |  |  |  |  |  |  |  |  |  |  |  |  |  |
|  |  |                 |                 |                 |                 |                 |                 |  |  |                  |                  |                  |                  |                  |                  |  |  |          |          |          |          |                |                |                |                |                |                |          |          |          |          |      |      |      |      |      |      |      |      |  |  |  |  |  |  |  |  |  |  |  |  |  |  |  |  |  |  |  |  |  |  |  |  |  |  |  |  |
|  |  |                 |                 |                 |                 |                 |                 |  |  |                  |                  |                  |                  |                  |                  |  |  |          |          |          |          |                |                |                |                |                |                |          |          |          |          |      |      |      |      |      |      |      |      |  |  |  |  |  |  |  |  |  |  |  |  |  |  |  |  |  |  |  |  |  |  |  |  |  |  |  |  |
|  |  | Túrin           | Túrin           | Túrin           | Túrin           | Túrin           | Túrin           |  |  | Lalaith          | Lalaith          | Lalaith          | Lalaith          | Lalaith          | Lalaith          |  |  | Nienor   | Nienor   | Nienor   | Nienor   | Nienor         | Nienor         |                |                |                |                |          |          | Tuor     | Tuor     | Tuor | Tuor | Tuor | Tuor |      |      |      |      |  |  |  |  |  |  |  |  |  |  |  |  |  |  |  |  |  |  |  |  |  |  |  |  |  |  |  |  |
|  |  | Túrin           | Túrin           | Túrin           | Túrin           | Túrin           | Túrin           |  |  | Lalaith          | Lalaith          | Lalaith          | Lalaith          | Lalaith          | Lalaith          |  |  | Nienor   | Nienor   | Nienor   | Nienor   | Nienor         | Nienor         |                |                |                |                |          |          | Tuor     | Tuor     | Tuor | Tuor | Tuor | Tuor |      |      |      |      |  |  |  |  |  |  |  |  |  |  |  |  |  |  |  |  |  |  |  |  |  |  |  |  |  |  |  |  |
|  |  |                 |                 |                 |                 |                 |                 |  |  |                  |                  |                  |                  |                  |                  |  |  |          |          |          |          |                |                |                |                |                |                |          |          |          |          |      |      |      |      |      |      |      |      |  |  |  |  |  |  |  |  |  |  |  |  |  |  |  |  |  |  |  |  |  |  |  |  |  |  |  |  |

## Conception et évolution
J. R. R. Tolkien commença au début de 1917, lorsqu'il était hospitalisé à Great Haywood après être tombé malade pendant son service au cours de la Première Guerre mondiale, à travailler sur l'histoire de Túrin. Selon le commentaire du biographe Humphrey Carpenter, l'auteur commença à écrire la première version des Enfants de Húrin en août de cette même année, pendant une rechute qu'il passa à l'hôpital de Hull. « Le conte de Turambar », titre que reçut cette version de l'histoire, fut repris par J. R. R. Tolkien avec d'autres dans le Livre des Contes Perdus, édité et publié des années après par son fils Christopher en deux tomes. Dans le deuxième tome, où se trouve le récit complet, accompagné d'une introduction, de notes explicatives et d'une analyse, Christopher Tolkien n'offre pas de date aussi précise que celle de Carpenter et établit que l'histoire fut écrite pour la première fois quelque part entre 1917 et le milieu de 1919.
Morwen y est alors nommée « Mavwin ». Elle ne gagne le Dor-lómin qu'après la capture et la malédiction de son époux, et donne naissance à sa fille Niënor (appelée Nienóri) avant le départ de Túrin pour Doriath. Ce départ n'est pas dû à la crainte de Mavwin que son fils et héritier ne devienne un esclave, mais au fait qu'elle ne savait pas comment l'élever en même temps que sa sœur. De même, dans cette première version elle n'est pas opprimée par Brodda.

## Critique et analyse
Les noms de Morwen renvoient à la culture philologique de Tolkien. David Day souligne ainsi que « Morwen » en gallois signifie « jeune fille », sens très proche de la signification sindarine donnée par Tolkien. De plus Elfsheen, un des noms de Morwen, provient du vieil anglais « ælfsciene », « belle comme une fée ».
Christopher Garbowski remarque que peu de personnages de Tolkien ont autant souffert que Morwen.

## Adaptations
Le personnage de Morwen a inspiré les dessinateurs, comme Catherine Karina Chmiel, ou Ted Nasmith.